# Relieves Campana

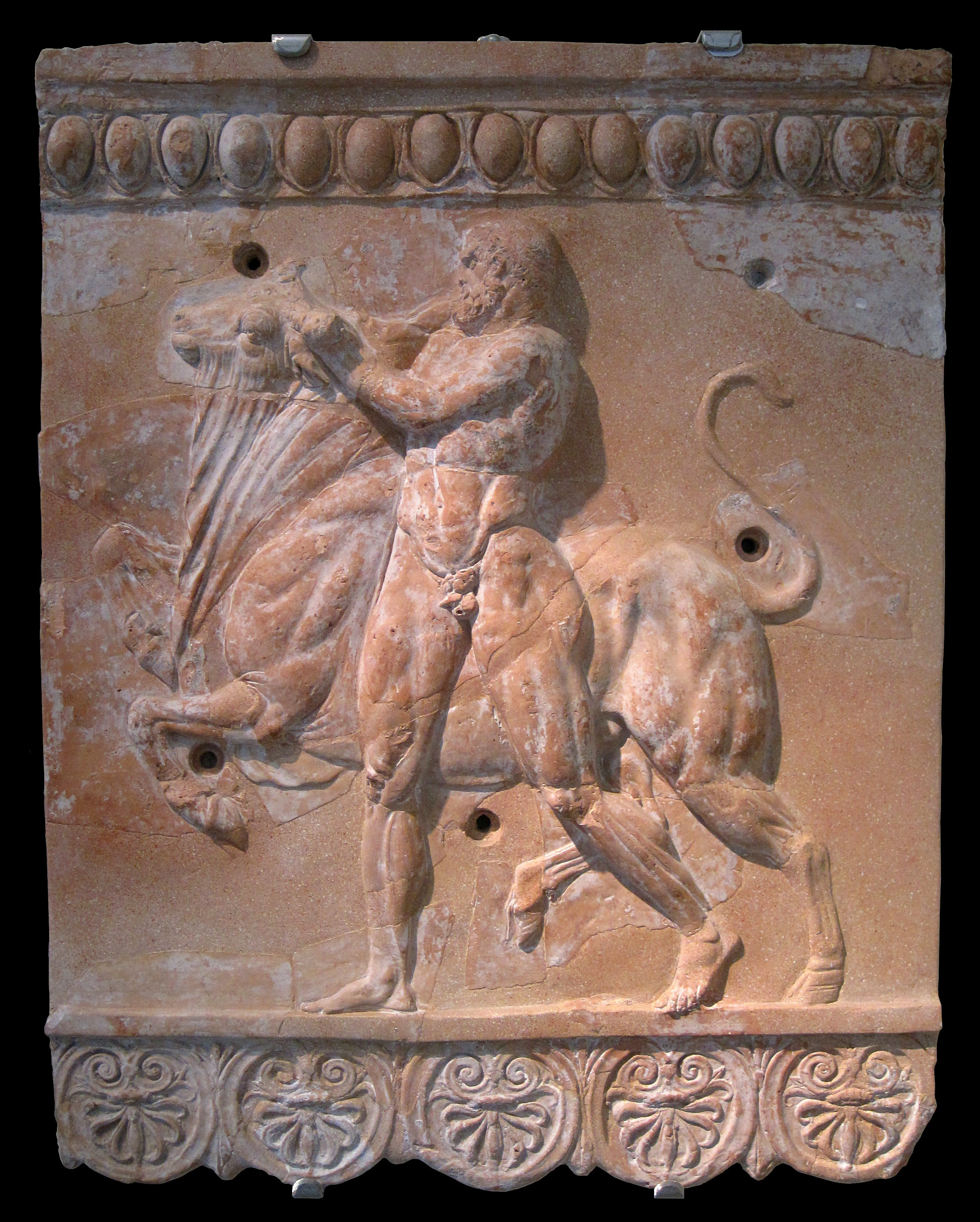
Heracles luchando con el toro de Creta, losa encontrada en 1812 y ahora en los Museo Gregoriano Etrusco.

Los relieves Campana (también azulejos Campana o losas Campana) son relieves de terracota de la Antigua Roma realizados desde mediados del siglo I a. C. hasta la primera mitad del siglo II d. C. Llevan el nombre del coleccionista italiano Giampietro Campana, quien publicó por primera vez estos relieves (1842).
Los relieves se utilizaban como frisos en la parte superior de un muro bajo el tejado, y en otros lugares exteriores, como tejas de cumbrera y antefijas, pero también como decoración de interiores, normalmente con varias secciones formando un friso horizontal. Se producían en cantidades desconocidas de copias a partir de moldes y servían de decoración para templos y edificios públicos y privados, como imitaciones más baratas de los frisos de piedra tallada. Tienen su origen en los tejados de terracota de los templos etruscos. En los relieves aparecían una gran variedad de motivos mitológicos y religiosos, así como imágenes de la vida cotidiana romana, paisajes y temas ornamentales. Originalmente estaban pintados en color, de lo que solamente quedan rastros en ocasiones. Se produjeron principalmente en la región del Lacio, alrededor de la ciudad de Roma, y su uso se limitó también en gran medida a esta zona. Se produjeron cinco tipos distintos. Hoy en día se encuentran ejemplos en casi todos los grandes museos de arte romano del mundo.

## Historia de la investigación
Con la intensificación de las excavaciones en la zona del mar Mediterráneo en el siglo XIX, salieron a la luz cada vez más relieves de terracota en Roma y sus alrededores, a partir de los cuales se determinaron los contextos arquitectónicos originales. Hasta entonces, los objetos de metal y mármol habían sido los más buscados por los excavadores, los estudiosos y los coleccionistas, pero en esta época los artefactos de otros materiales suscitaron un interés más amplio, empezando por la apreciación, a finales del siglo XVIII, de los vasos griegos que, cuando aparecieron por primera vez, se pensó que representaban cerámica etrusca.

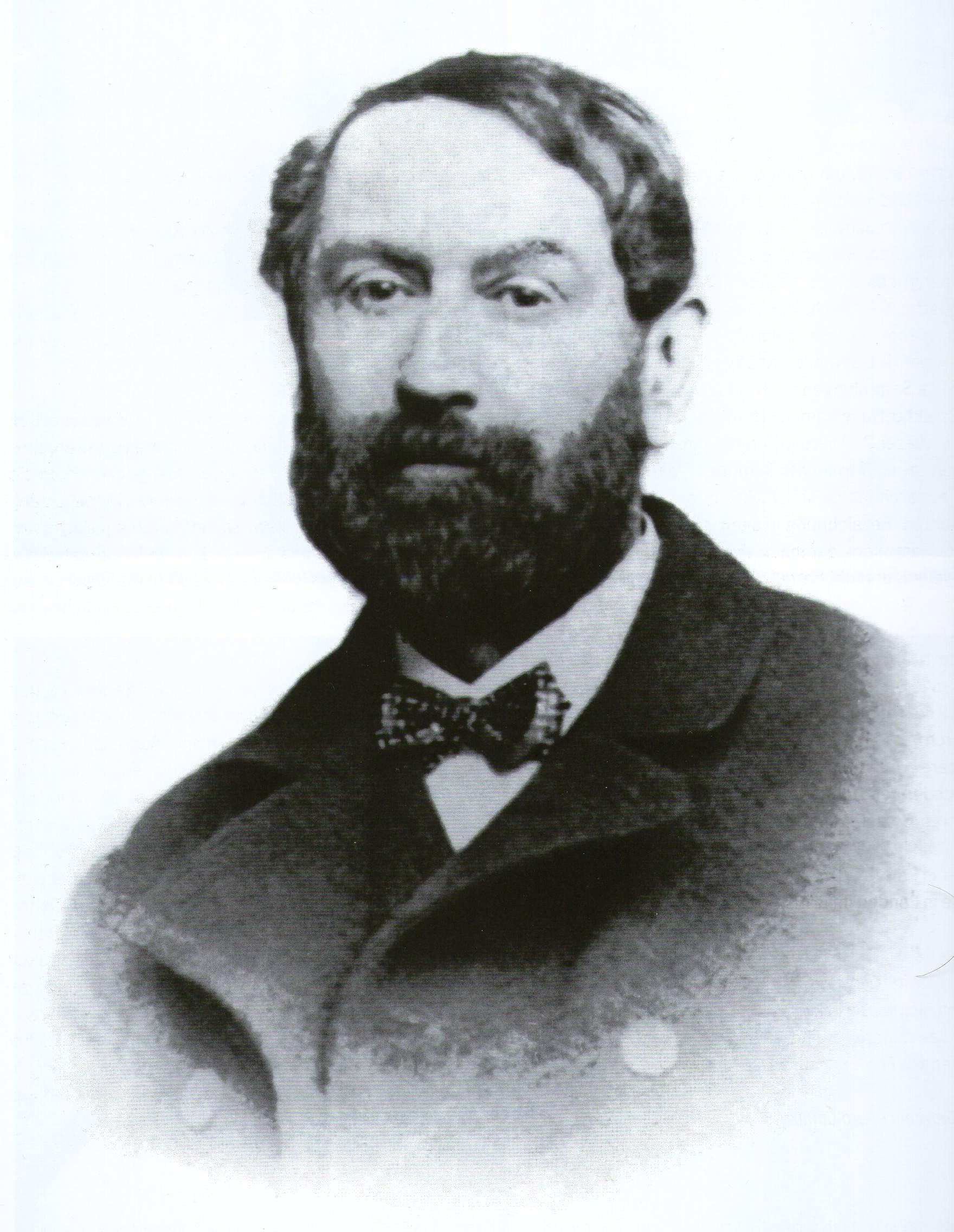
Fotografía de Giampietro Campana (c.1857/1858).

El primer coleccionista que hizo de las baldosas objetos de interés fue el marqués Giampietro Campana. Su influencia y reputación contemporánea en la arqueología fue tan grande que fue nombrado miembro honorario del Instituto di corrispondenza archeologica. Publicó su colección en 1842 en Antiche opere in plastica («Obras antiguas en artes plásticas»), en la que se exponen por primera vez de forma erudita sus hallazgos sobre los relieves. Así, los azulejos pasaron a ser conocidos como los «relieves Campana». Posteriormente, Campana fue condenado a prisión por malversación de fondos: en 1858 perdió su condición de miembro honorario del Istituto di corrispondenza archeologica y su colección fue empeñada y vendida. Los relieves de terracota de su propiedad se encuentran ahora en el museo del Louvre de París, el Museo Británico de Londres y el Museo del Hermitage de San Petersburgo.
Otros coleccionistas, como August Kestner, también coleccionaron los relieves y fragmentos de los mismos en mayor número. Hoy en día se encuentran ejemplos en la mayoría de las grandes colecciones de hallazgos arqueológicos romanos, aunque la mayoría de los relieves se encuentran en museos y colecciones italianas.

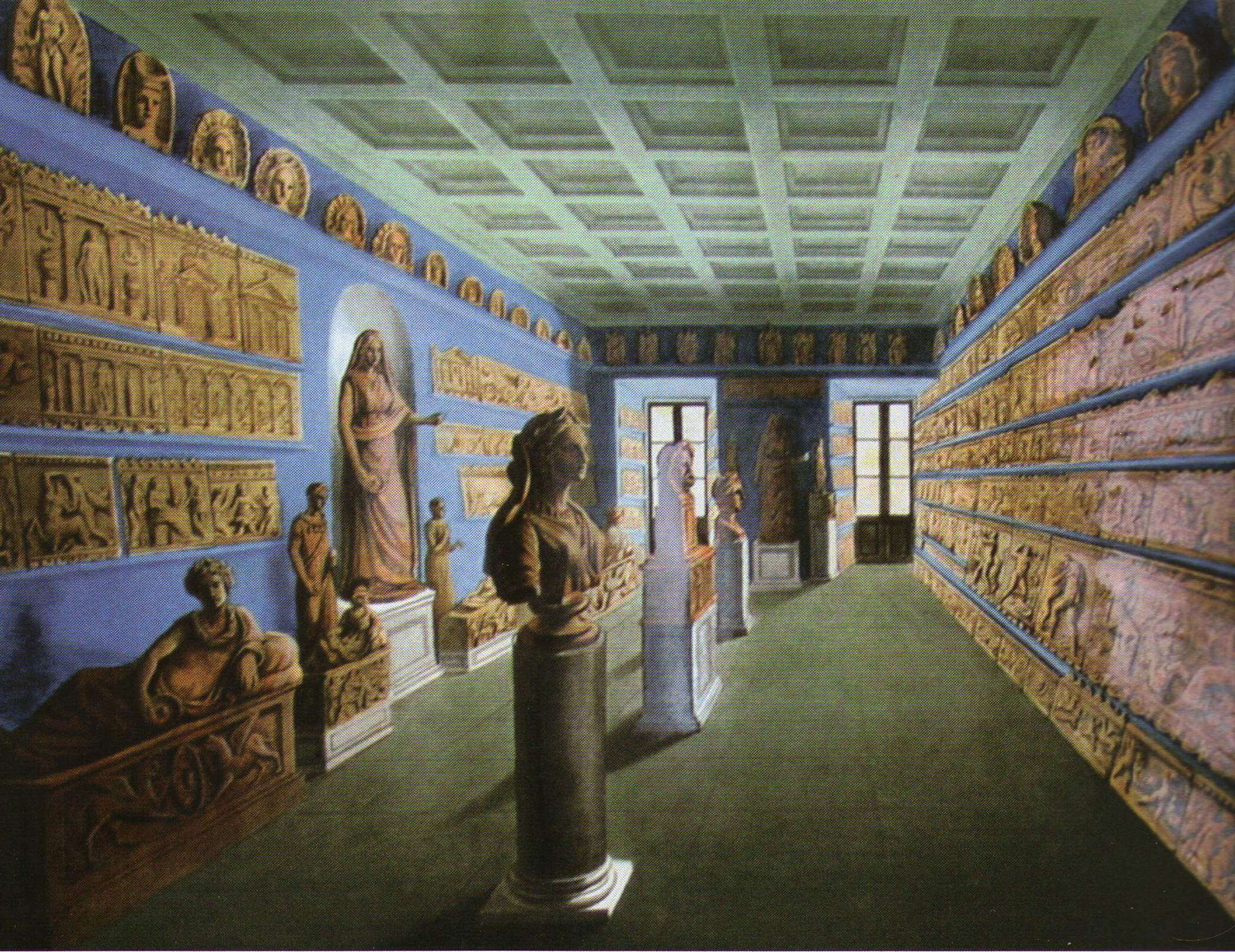
Vista de la exposición de la colección de Campana en la segunda edición de sus Antiche opere in plastica (1851). Los relieves Campana están en largas secuencias en las paredes.

A pesar de las investigaciones de Campana, durante mucho tiempo los relieves fueron bastante descuidados. Se consideraban artesanías, por tanto intrínsecamente inferiores, y no arte, como las esculturas de mármol. La idea de que debían ser tratados como fuentes importantes para la artesanía de la época, para las modas decorativas y para su iconografía, alcanzó relevancia en los primeros años del siglo XX. En 1911 Hermann von Rohden y Hermann Winnefeld publicaron Architektonische Römische Tonreliefs der Kaiserzeit («Relieves arquitectónicos romanos en arcilla de la época imperial») con un volumen de imágenes de la serie Die antiken Terrakotten de Reinhard Kekulé von Stradonitz. Este fue el primer intento de organizar y clasificar los relieves según los principios emergentes de la historia del arte. Los dos autores distinguieron primero los principales tipos, discutieron su uso y consideraron su desarrollo, estilo e iconografía. El libro sigue siendo fundamental. A partir de entonces, aparte de la publicación de nuevos hallazgos, el interés decayó durante más de cincuenta años. En 1968, la tesis de Adolf Heinrich Borbein Campanareliefs. Typologische und Stilkritische Untersuchungen («Relieves de campanas: investigaciones tipológicas y estilísticas») dio a conocer estos hallazgos arqueológicos. En su trabajo, Borbein pudo establecer la evolución de los relieves de Campana desde sus orígenes entre las baldosas de terracota etruscas-itálicas. También se ocupó del uso de motivos y plantillas derivadas de otros medios y señaló que los artesanos producían así obras nuevas y creativas.
Desde la publicación de Borbein, los investigadores se han dedicado principalmente a los aspectos cronológicos o a la elaboración de catálogos de material procedente de excavaciones recientes y de publicaciones de colecciones antiguas. En 1999 Marion Rauch elaboró un estudio iconográfico Bacchische Themen und Nilbilder auf Campanareliefs («Temas báquicos e imágenes del Nilo en los relieves de Campana») y en 2006 Kristine Bøggild Johannsen describió los contextos de uso de las losas en las villas romanas basándose en recientes hallazgos arqueológicos. Demostró que los relieves eran una de las decoraciones más comunes de las villas romanas desde mediados del siglo I a. C. hasta principios del siglo II d. C., tanto en las casas de campo de la nobleza como en las villae rusticae, esencialmente agrícolas.

## Material, técnica, producción y pintura
La calidad del producto cerámico dependía principalmente de la calidad y el tratamiento de la arcilla. Se daba especial importancia al templado, cuando a la arcilla —de consistencia uniforme— se le mezclaban diversos aditivos: arena, paja picada, ladrillo triturado o incluso puzolana volcánica. Estos aditivos minimizaban la contracción de la baldosa al secarse, de modo que conservaba su forma y no desarrollaba grietas. Estos aditivos pueden reconocerse como pequeñas motas rojas, marrones o negras, especialmente notables cuando se utiliza ladrillo triturado. Mediante la investigación de colecciones cerradas de la colección arqueológica de la Universidad de Heidelberg, y del Museo August Kestner de Hannover, se determinaron gradaciones en la finura de la estructura.

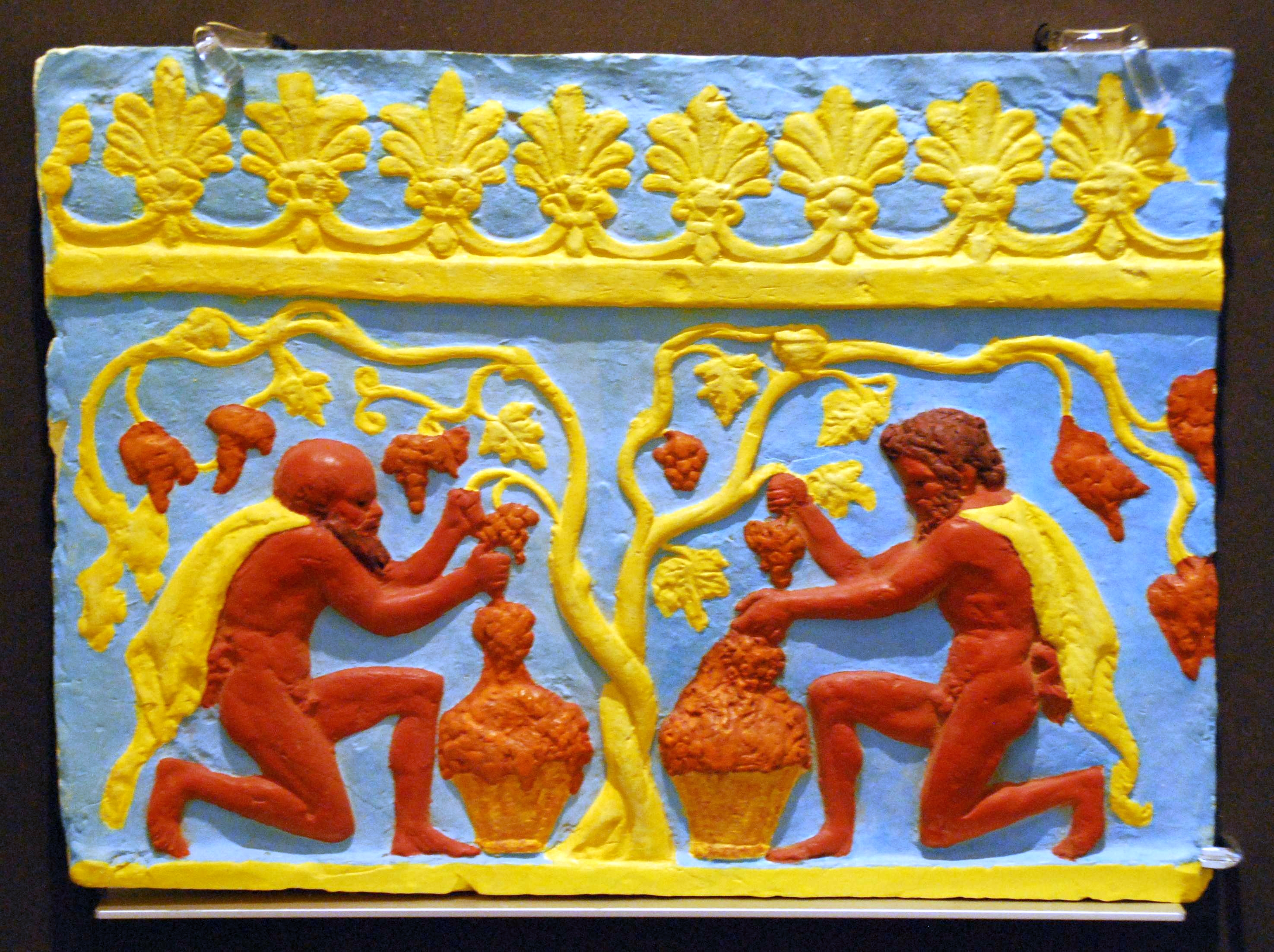
Sátiros cosechando uvas en una baldosa de cresta en el Museo August Kestner, Hannover:
Reconstrucción en color

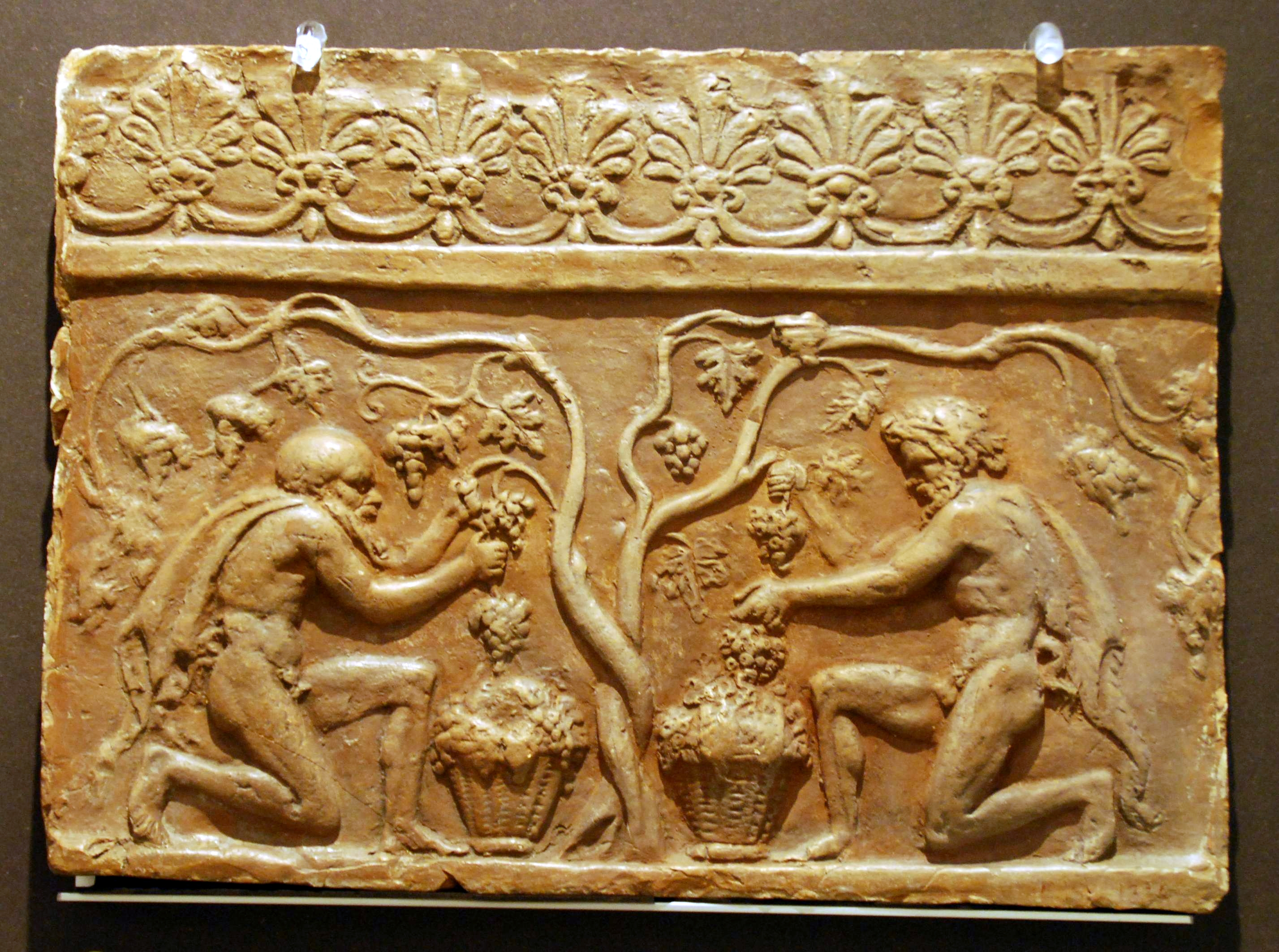
Sátiros cosechando uvas en una baldosa de cresta en el Museo August Kestner, Hannover:
Original

Las losas no se hacían individualmente como obras únicas, sino en serie. A partir de un relieve original se elaboraba un molde en forma de negativo. A continuación, se prensaba la arcilla húmeda en estos moldes. Probablemente la imagen y la decoración del marco se formaban por separado, ya que se ve decoración de marco que se ha aplicado a varios diseños. Una vez secos, las baldosas se sacaban del molde y, posiblemente, se repasaban ligeramente. A continuación, se cocían. Tras la cocción y el enfriamiento, la terracota se pintaba, aunque a veces la pintura se aplicaba antes de la cocción. Por lo general, los relieves recibían un revestimiento que servía de superficie para la pintura. Podía ser pintura blanca o gris-amarilla en la época de Augusto, pero también podía ser estuco.
Aunque no se puede detectar un uso canónico y prescrito de los colores, salvo que, al menos desde la época de Augusto, el fondo solía ser de color azul claro, independientemente de las escenas y los motivos, pero podía incluir también otros dos o más colores. El color de la piel humana solía ser algo entre el rojo oscuro y el rosa intenso. En las escenas de Dionisíacas, la piel también podía pintarse de un color marrón rojizo. En la época de Augusto, el amarillo claro no era inusual para la piel. En Hannover, se pueden identificar el marrón violáceo, el marrón rojizo, el púrpura, el rojo, el amarillo, el verde turquesa, el rosa oscuro, el azul, el negro y el blanco.

## Distribución y datación

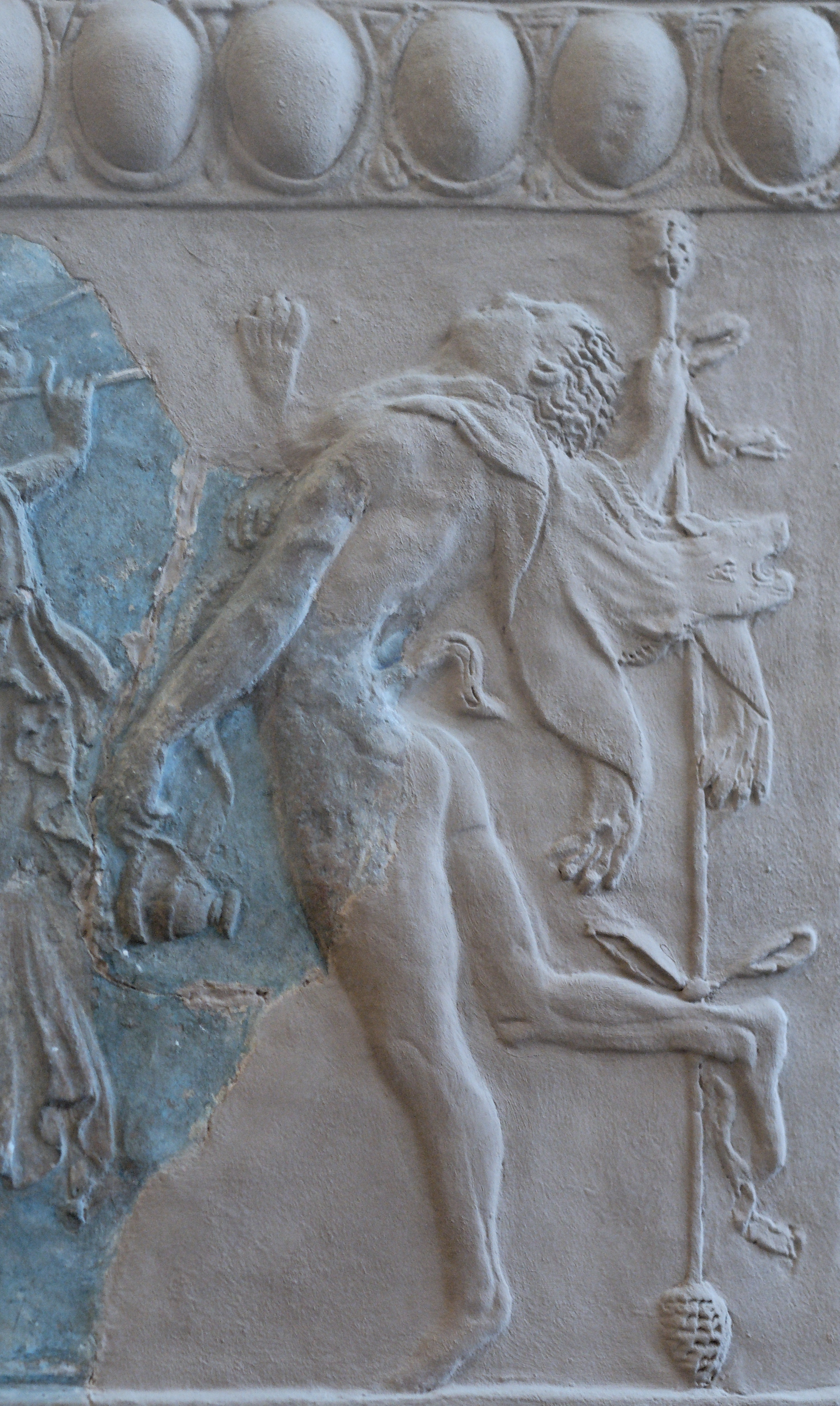
Relieve con imágenes dionisíacas: un sátiro extático (Museo del Louvre).

Casi todos los relieves de Campana proceden de la Italia central, especialmente del Lacio. Los talleres más grandes e importantes parecen haber estado en el Lacio, especialmente en los alrededores de la ciudad de Roma. Fuera del Lacio, los relieves se encuentran sobre todo en Campania y en la antigua esfera etrusca. A finales de los años noventa, Marion Rauch recopiló los relieves con temas dionisíacos-báquicos y pudo confirmar este rango para los motivos que estaba investigando. Las escenas del Nilo, únicamente se encuentran en el Lacio. No se han encontrado piezas en las zonas griegas del sur de Italia ni en Sicilia. Un ejemplo del Akademisches Kunstmuseum de Bonn, que muestra a una Nike matando a un toro, se habría encontrado en Agia Triada, en Grecia. Algunos ejemplos estucados proceden de la parte occidental del imperio romano, de las antiguas regiones de Hispania y Galia.
Los primeros relieves Campana se realizaron a mediados del siglo I a. C., durante el período final de la República Romana, y fueron más frecuentes en el primer cuarto del siglo I d. C. En esta época, los relieves conocieron no solamente su mayor extensión, sino también su mayor variedad de motivos. Los últimos relieves datan de unos doscientos años después: la producción y el uso cesaron en la época de Adriano. Aunque esta datación general se considera en gran medida segura, rara vez se puede dar la fecha exacta de las piezas individuales. Se puede determinar una cronología relativa a partir de la comparación de motivos y estilos. La investigación iconográfica no es útil para este propósito porque los motivos provienen de un repertorio tradicional, que se utilizó en gran medida sin variación durante un largo período de tiempo. Sin embargo, los motivos de la vida cotidiana son más útiles, ya que algunos de ellos representan obras de construcción fechables, como el Templo Capitolino, construido en el año 82 d. C. y representado en un relieve del Museo del Louvre, lo que proporciona un terminus ante quem para este relieve.

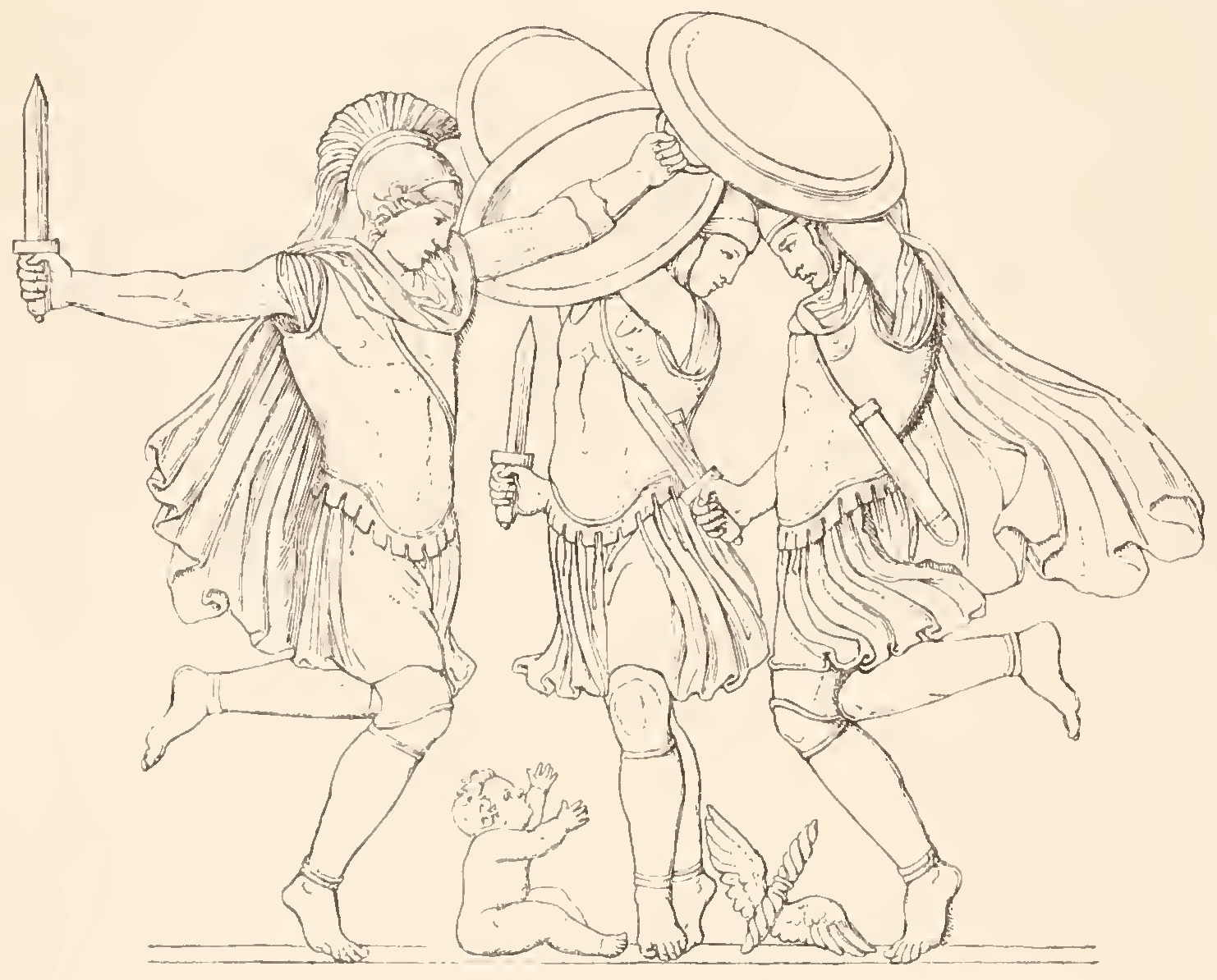
Esbozo de un relieve con los coribantes bailando alrededor del bebé Zeus en Ausführliches Lexikon der griechischen und römischen Mythologie de Wilhelm Heinrich Roscher.

Una mejor ayuda para la datación es la calidad de la arcilla. Con el paso del tiempo su consistencia se hizo más gruesa, más suelta, más granulada y también más ligera. Los adornos de las losas también son útiles: como eran los mismos para toda una serie de motivos, se pueden reconstruir sus relaciones en los talleres y sugerir la contemporaneidad. Los motivos muy comunes, como el cimacio de orden jónico y las palmetas, tienen una utilidad limitada, ya que fueron utilizados por una gran variedad de talleres, incluso en la misma época. Por último, las comparaciones de tamaño también pueden ayudar a la datación. Los moldes no únicamente se hacían a partir del punzón original, sino también, a menudo, a partir de las propias losas. Esto provoca una «contracción» natural de las dimensiones de las nuevas baldosas. Como los moldes se reutilizaban a veces durante largos periodos de tiempo, se producían cambios notables en el tamaño de los azulejos. En el caso del motivo que representa a los coribantes realizando una danza de las armas en torno al niño Zeus, los moldes pueden rastrearse durante un periodo de 170 años. En este proceso, los relieves perdieron alrededor de un 40% de su tamaño como resultado de la reutilización repetida de las losas terminadas como moldes. Por lo tanto, en los relieves que comparten un motivo, el más pequeño puede identificarse como el más joven. El motivo también perdió nitidez a causa de su repetición.

## Tipos y uso
Incluso cuando se sabe con exactitud dónde se encontró una losa en relieve, no existe una certeza absoluta porque hasta la fecha no se ha encontrado ninguna en el lugar de su uso original. Los estudiosos coinciden en que cumplían funciones decorativas y prácticas, aunque no se sabe con exactitud en qué parte del edificio se colocaban. Su origen en la arquitectura de los templos etruscos-italotes es claro y seguro, pero se puede suponer que los templos no eran el contexto de uso principal, al menos en las fases posteriores de las losas. Debido a su escala siempre modesta, los relieves eran más adecuados para ser vistos de cerca, lo que implica su uso en edificios más pequeños. Mientras que sus precursores etruscos e italianos servían para cubrir los tejados de madera de los templos y protegerlos de la intemperie, los relieves Campana, parecen haberse utilizado mucho más en contextos seculares. Allí perdieron sus funciones protectoras y se convirtieron en decoraciones murales. Durante un tiempo, ambas formas de uso coexistieron en los templos, hasta que finalmente los relieves Campana perdieron su uso más antiguo. Debido a su fragilidad, los ladrillos debían ser sustituidos con frecuencia, se sugiere que esto ocurría una vez cada veinticinco años aproximadamente. Al principio se sustituyeron por copias de las losas decorativas anteriores, pero más tarde también se sustituyeron por motivos más novedosos. A partir del siglo I, los templos de piedra sustituyeron cada vez más a los edificios anteriores de madera, y los relieves Campana solamente se utilizaron en las restauraciones.

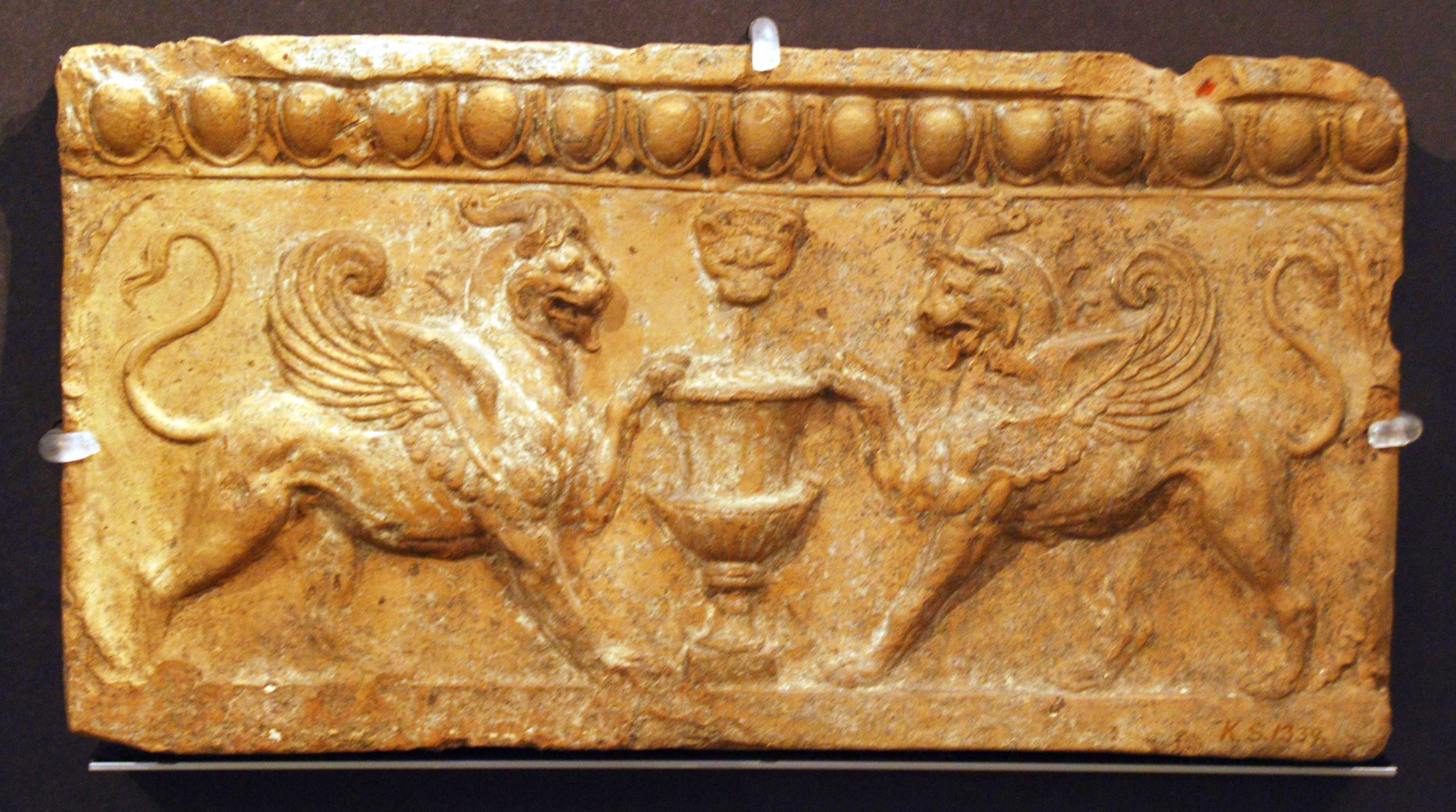
Dos grifos enfrentados de una sima en el Museo August Kestner, Hannover.

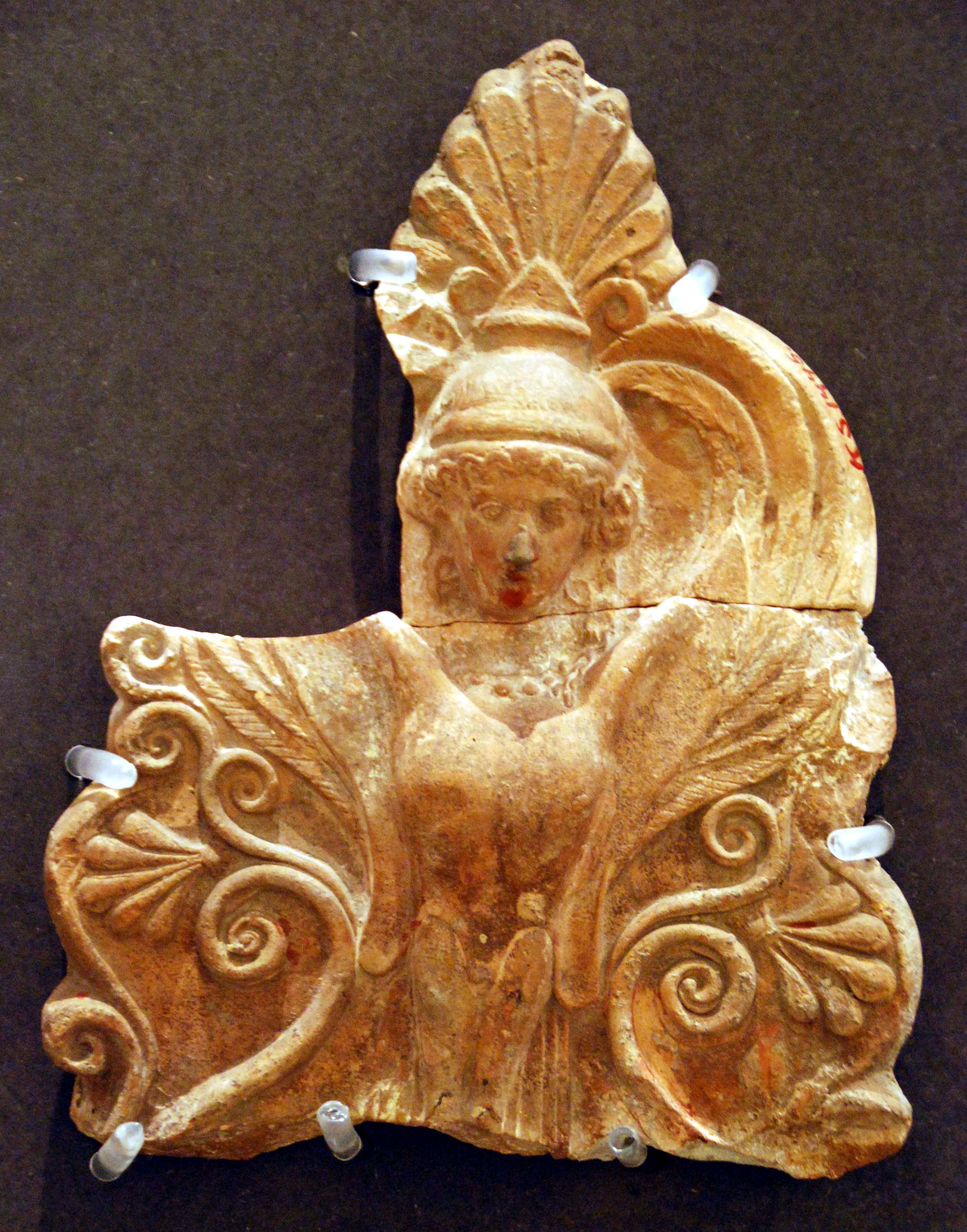
Antefija en el Museo August Kestner de Hannover: vista frontal de una Sirena con las alas extendidas.

Los relieves Campana pueden ordenarse según cinco criterios: cronología, geografía, iconografía, forma y uso. El sistema más productivo es la clasificación basada en la forma. Las categorías utilizadas son las losas de revestimiento, las losas de cumbrera, las losas de sima, las losas de  coronación y las antefijas.
- Losas de revestimiento: En el borde superior, donde la losa forma un borde liso, había una decoración con un patrón de ova y dardos y el borde inferior está decorado con lotos, palmetas y antemas, siguiendo el contorno del patrón decorativo. Había tres o cuatro agujeros en cada relieve, a través de los cuales se sujetaban los azulejos a la pared.[17]
- Las losas de la sima y de la coronación van de la mano. Se unían mediante el método de la lengüeta y la ranura. En la parte superior de la sima había una lengüeta que se introducía en la parte inferior de la teja de coronación. La sima se unía a la teja de coronación con un patrón de huevo y dardo, y se dejaba una franja lisa en la parte inferior, también podía incorporar gárgolas. Las losas de coronación suelen presentar motivos florales ornamentales. Tenían ranuras en la parte inferior, en las que se insertaba el sima. Estos dos tipos de relieves se utilizaban conjuntamente en los aleros del tejado.[18]
- Las losas de cumbrera estaban decoradas con los mismos relieves que las de revestimiento. Estaban rematadas en la cara superior por un dibujo de palmeta y anémona y compartían su forma, pero carecían de agujeros. En la cara inferior estaban dotadas de ranuras como las de coronación. Estos relieves estaban destinados a la decoración interior, donde podían formar frisos más largos.[19]
- Las antefijas se situaban en la cornisa o por encima de ella, en la hilera más baja de tejas, y cerraban el hueco frontal. Se componían de dos partes. La curva se colocaba sobre los ladrillos del alero, mientras que la parte delantera cerraba la cavidad del tejado con una losa vertical. Estos relieves pueden estar decorados y a menudo estaban pintados.[18]

Estas losas de terracota tenían paralelos en su desarrollo con los relieves decorativos de mármol de la «forma neoattica» de la República tardía y el Imperio temprano, aunque sus formas disímiles no eran necesariamente dependientes entre sí. Ambos tenían sus propios tipos y temas. En su producción y presentación, los relieves de mármol eran obras únicas, mientras que los relieves Campana se hacían en serie y, una vez colocados en un friso unido, no funcionaban como una obra única.

## Motivos

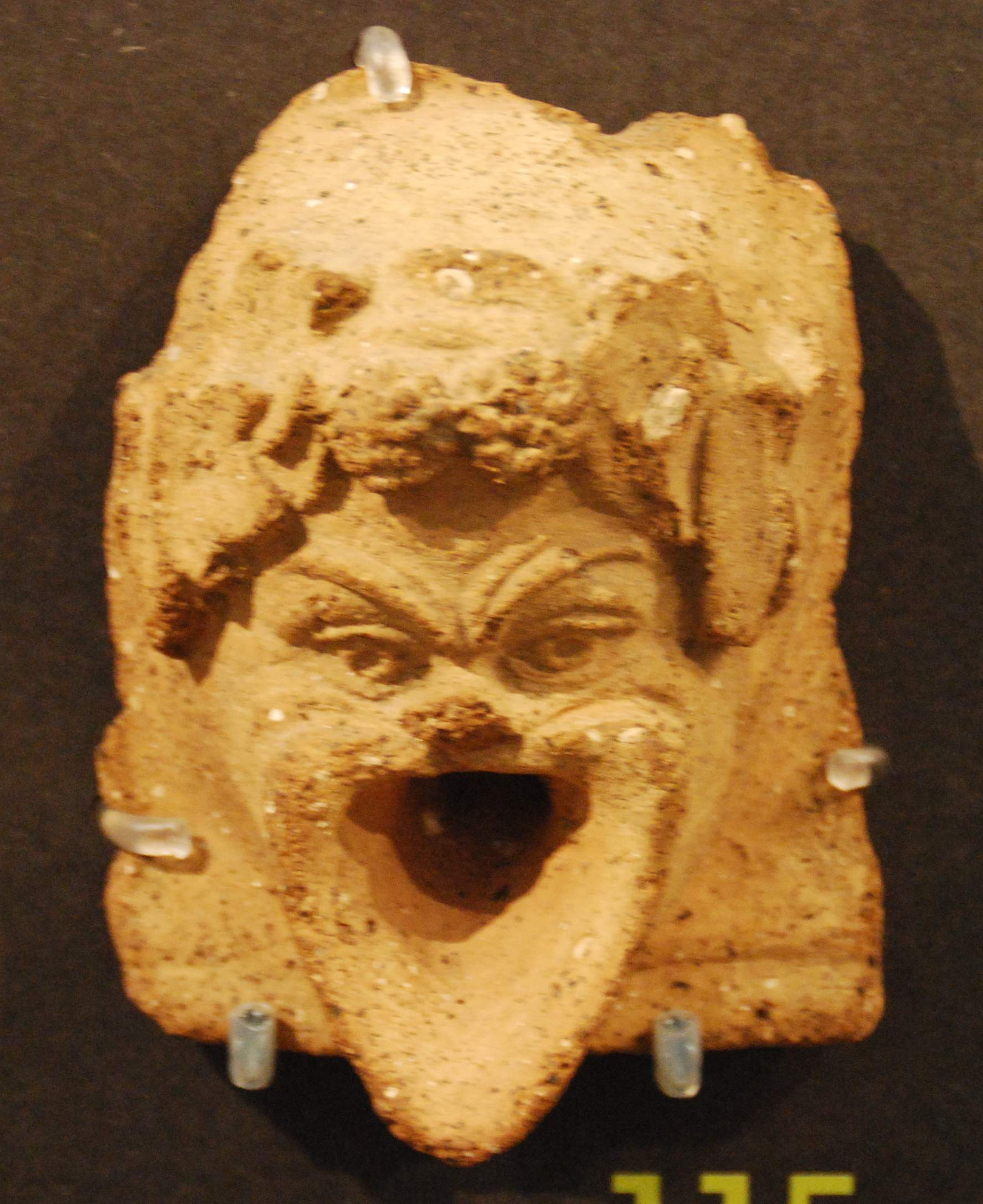
Restos de una gárgola de una Sima en el Museo August Kestner de Hannover: máscara con ligeros daños.

Los relieves Campana muestran una gran diversidad de motivos. Sin embargo, las imágenes pueden agruparse en cuatro grandes categorías:
- Temas mitológicos: a su vez divisibles en tres categorías. En primer lugar, las epopeyas homéricas con la guerra de Troya y los acontecimientos que la siguieron (como la Odisea). En segundo lugar, las hazañas de los héroes, especialmente Heracles, pero también Teseo y otros. En tercer lugar, los temas dionisíacos.
- Los paisajes, especialmente las escenas del Nilo.
- Vida cotidiana: representaciones de la vida cotidiana romana, así como de acontecimientos menos frecuentes como los triunfos. Incluyen representaciones del teatro, la palestra, el circo e incluso los prisioneros.
- Imágenes ornamentales: incluyen no únicamente diseños completamente ornamentales, como vides, sino también máscaras y cabezas de gorgonas.

Los elementos egipcios de muchos relieves son de especial interés, como los de revestimiento que se conservan en el Museo Británico, y en el Museo August Kestner de Hannover, que incluyen burdas imitaciones de jeroglíficos egipcios, raramente encontrados en el arte romano. También son de gran interés para el estudio de los edificios y el arte antiguo, como el mencionado templo Capitolino.